# Nekrolog 1482
Nekrolog
◄◄
| ◄
| 1478
| 1479
| 1480
| 1481
| 1482 | 1483 | 1484 | 1485 | 1486 | ► | ►►
Weitere Ereignisse | Allgemeiner Nekrolog 1482
Die Beschreibung der verstorbenen Person sollte so kurz wie möglich gehalten sein und nur deren signifikante Tätigkeit(en) enthalten.
Neue Namen ggf. auch unter dem Geburts- und Sterbedatum, also etwa unter 1. Januar und im Geburts- und Sterbejahr (2024) eintragen (nur bei entsprechender großer Wichtigkeit). Für Beispiele siehe die schon vorhandenen Artikel.
Außerdem über die fünf zuletzt Verstorbenen, zu denen es einen ausreichend guten Artikel für eine Präsentation auf der Hauptseite gibt, nach der todesbedingten Überarbeitung der Artikel ggf. auch unter Wikipedia Diskussion:Hauptseite informieren und sie am besten auch in den anderen Wikipedia-Sprachversionen eintragen. Tipp: Regelmäßig bei news.google.de nach „ist tot“, „gestorben“ oder „verstorben“ suchen.
Wenn eine Person gestorben ist, gibt es viele Seiten zu dieser Person in der Wikipedia, die davon auch betroffen sind und entsprechend aktualisiert werden müssen. Beispiele: Namenübersichtsseite, Geburtsjahr, Geburtsort-Seiten und viele mehr.
Wie finde ich die betroffenen Seiten?
Im Suchfeld auf der linken Seite gibt man den Suchbegriff so ein: „Vorname Nachname“. Dann klickt man auf Volltext und alle Seiten mit entsprechendem Suchtext werden aufgerufen. Hier sieht man dann schnell, wo auch das Todesjahr Sinn macht oder sogar ein Teil des Artikels angepasst werden muss. Auch hilft das „Werkzeug“ auf der linken Seite sehr gut, um solche Seiten aufzufinden: „Links auf diese Seite“. Somit ist die Wikipedia wieder aktuell in allen Bereichen! Hinweis: bei Eintragung der Kategorie „Gestorben JAHR“ wird der Missbrauchsfilter 49 ausgelöst, was jedoch nicht schlimm ist. Siehe: Spezial:Missbrauchsfilter/49
Dies ist eine Liste von im Jahr 1482 verstorbenen bekannten Persönlichkeiten. Die Einträge erfolgen innerhalb der einzelnen Daten alphabetisch sortiert. Tiere sind im Nekrolog für Tiere zu finden.

## Januar
| Tag        | Name                   | Beruf, bekannt als                                                                              | Alter | Beleg |
| ---------- | ---------------------- | ----------------------------------------------------------------------------------------------- | ----- | ----- |
| 4. Januar  | Hans Böblinger         | deutscher Baumeister                                                                            |       |       |
| 5. Januar  | Nikolaus II. von Pentz | Domdekan in Schwerin, Propst im Prämonstratenserinnenklosters Rehna, Bischof im Bistum Schwerin |       |       |
| 17. Januar | Rudolf von Rüdesheim   | Bischof von Lavant; Fürstbischof von Breslau                                                    |       |       |
| 22. Januar | Arnold von Unkel       | Weihbischof in Köln                                                                             |       |       |

## März
| Tag      | Name                     | Beruf, bekannt als                             | Alter | Beleg |
| -------- | ------------------------ | ---------------------------------------------- | ----- | ----- |
| 12. März | Álvaro Obertos de Valeto | spanischer Edelmann und Geschworener von Jerez |       |       |
| 25. März | Lucrezia Tornabuoni      | italienische Adlige und Dichterin              | 56    |       |
| 27. März | Maria von Burgund        | Herzogin von Burgund                           | 25    |       |
| 27. März | Nickel Pflugk            | Rat, Amtmann und Rittergutsbesitzer            |       |       |

## April
| Tag       | Name                  | Beruf, bekannt als                                                          | Alter | Beleg |
| --------- | --------------------- | --------------------------------------------------------------------------- | ----- | ----- |
| 14. April | Conrad von Pappenheim | sächsischer Hofmeister, sowie bayerischer Jägermeister und herzoglicher Rat |       |       |

## Mai
| Tag     | Name                     | Beruf, bekannt als                                                    | Alter | Beleg |
| ------- | ------------------------ | --------------------------------------------------------------------- | ----- | ----- |
| 7. Mai  | Diether von Isenburg     | deutscher Geistlicher, Erzbischof von Mainz (1459–1462 und 1475–1482) |       |       |
| 8. Mai  | Ludwig von Rothenstein   | Gründer des Kollegiatstifts zu Bad Grönenbach                         |       |       |
| 21. Mai | Konrad III. von Diepholz | deutscher römisch-katholischer Bischof                                |       |       |

## Juli
| Tag      | Name                      | Beruf, bekannt als                                           | Alter | Beleg |
| -------- | ------------------------- | ------------------------------------------------------------ | ----- | ----- |
| 7. Juli  | Marinus de Fregeno        | Bischof von Cammin                                           |       |       |
| 7. Juli  | Johann Ludwig von Savoyen | Administrator des Erzbistums Tarentaise und des Bistums Genf | 35    |       |
| 16. Juli | Jan van Schaffelaar       | niederländischer Volksheld                                   |       |       |
| 18. Juli | Simon von Lipnica         | katholischer Mönch und Heiliger                              |       |       |
| 21. Juli | Reinhard I. von Sickingen | Bischof von Worms (1445–1482)                                |       |       |

## August
| Tag        | Name                                  | Beruf, bekannt als                                                        | Alter | Beleg |
| ---------- | ------------------------------------- | ------------------------------------------------------------------------- | ----- | ----- |
| 3. August  | Christoph von Greuth                  | Abt im Kloster St. Blasien                                                |       |       |
| 8. August  | Francesco II del Balzo                | Herzog von Andria, Graf von Bisceglie, Copertino, Montescaglioso, Tricase |       |       |
| 10. August | Amadeo da Silva Menezes               | portugiesischer Mönch, Ordensreformator und Mystiker                      |       |       |
| 15. August | Wilhelm                               | Markgraf von Hachberg-Sausenberg                                          | 76    |       |
| 22. August | Mechthild von der Pfalz               | deutsche Adlige                                                           | 63    |       |
| 25. August | Margarete von Anjou                   | Tochter des Königs Renatus von Anjou und Isabella von Lothringen          |       |       |
| 25. August | Protasius von Boskowitz und Černahora | Bischof von Olmütz                                                        |       |       |
| 30. August | Ludwig von Bourbon                    | Bischof von Lüttich                                                       |       |       |
| August     | Ludwig von Savoyen                    | Graf von Genf und König von Zypern                                        | 46    |       |

## September
| Tag           | Name                                 | Beruf, bekannt als                             | Alter | Beleg |
| ------------- | ------------------------------------ | ---------------------------------------------- | ----- | ----- |
| 10. September | Federico da Montefeltro              | Condottiere der italienischen Renaissance      | 60    |       |
| 17. September | Wilhelm III.                         | Herzog von Sachsen, Fürst aus dem Hause Wettin | 57    |       |
| 18. September | Philippe I. de Croÿ, comte de Chimay | Graf von Chimay und Gouverneur von Holland     | 45    |       |
| 21. September | Georg Hessler                        | Bischof von Passau                             |       |       |
| 22. September | Philibert I.                         | Herzog von Savoyen                             | 17    |       |
| 30. September | Johannes Tegen                       | Stiftspropst, Kanzler der Universität Tübingen |       |       |

## Oktober
| Tag         | Name                  | Beruf, bekannt als                                                     | Alter | Beleg |
| ----------- | --------------------- | ---------------------------------------------------------------------- | ----- | ----- |
| 17. Oktober | Wedeke Kerkring       | Ratsherr der Hansestadt Lübeck                                         |       |       |
| 24. Oktober | Johannes Schlitpacher | deutscher Benediktiner und Mönchstheologe, Vertreter der Melker Reform | 79    |       |
| 25. Oktober | Peter II.             | Graf von Saint-Pol, Brienne, Marle und Soissons                        |       |       |

## Dezember
| Tag          | Name                 | Beruf, bekannt als                                             | Alter | Beleg |
| ------------ | -------------------- | -------------------------------------------------------------- | ----- | ----- |
| 28. Dezember | Hinrich Constin      | Kaufmann und Ratsherr der Hansestadt Lübeck im Spätmittelalter |       |       |
| 31. Dezember | Johannes Lecküchner  | Geistlicher und vermutlich auch Fechtlehrer                    |       |       |
| Dezember     | Margarethe Vermersen | Äbtissin des Klosters Harvestehude                             |       |       |

## Datum unbekannt
| Tag | Name                                    | Beruf, bekannt als                                                                                   | Alter | Beleg |
| --- | --------------------------------------- | --- | ----- | ----- |
|     | Alfonso Carrillo de Acuña               | spanischer Bischof und Politiker                                                                     |       |       |
|     | Axayacatl                               | Herrscher über die aztekische Stadt Tenochtitlán (1469 bis 1481)                                     |       |       |
|     | Margaret Beauchamp, Duchess of Somerset | englische Adlige                                                                                     |       |       |
|     | Paolo dal Pozzo Toscanelli              | italienischer Arzt, Mathematiker, Astronom und Kartograf                                             |       |       |
|     | Dietrich von Gemmingen                  | Ganerbe von Widdern, Burgherr auf Maienfels                                                          |       |       |
|     | Michiel von Glymes von Bergen           | niederländischer Edelmann                                                                            |       |       |
|     | Hugo van der Goes                       | flämischer Maler                                                                                     |       |       |
|     | Johann V. von Hatzfeld                  | Marschall von Westfalen                                                                              |       |       |
|     | Giovanni di Paolo                       | italienischer Maler der Frührenaissance                                                              |       |       |
|     | Clawes van der Sittow                   | estnischer Maler                                                                                     |       |       |
|     | Dietrich von Werthern                   | höchster Beamte der regierenden Grafen zu Stolberg                                                   |       |       |
|     | Wilhelm I.                              | Fürst von Lüneburg, Fürst von Braunschweig-Wolfenbüttel, Fürst von Calenberg und Fürst von Göttingen |       |       |